# Henricus Rol
Henricus Rol (Amsterdam, 23 juni 1906 – Noorden, 29 augustus 1992) was een Nederlandse grafische kunstenaar. Hij schilderde, aquarelleerde en tekende.

## Leven en werk

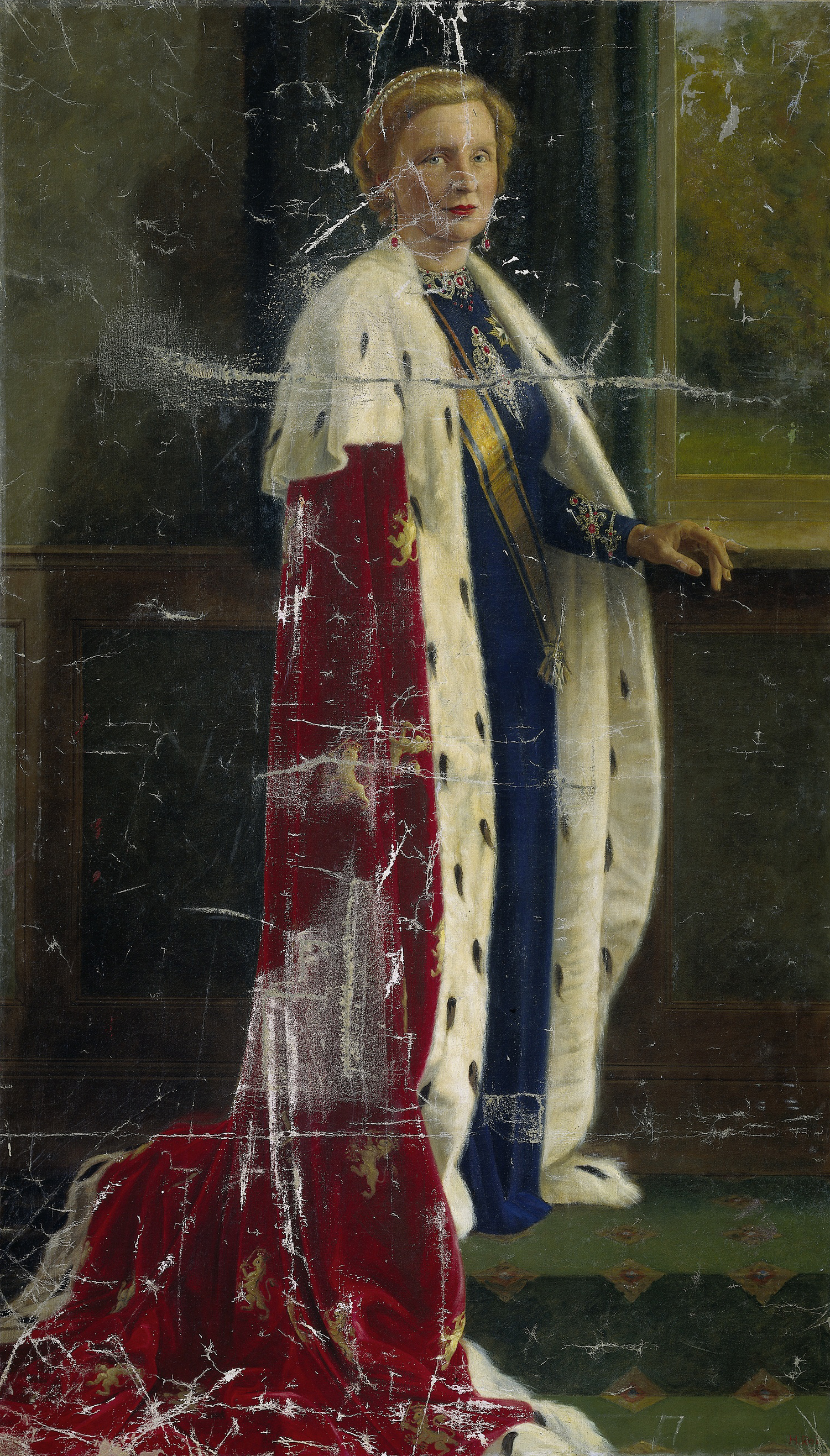
Schilderij van koningin Juliana in haar kroningsgewaad

Henricus Rol was een zoon van Cornelis Rol (1877-1963), die ook grafisch kunstenaar was. Henricus was een leerling van zijn vader. Zijn verdere opleiding kreeg hij aan de Academie van Beeldende Kunsten te 's-Gravenhage, bij onder anderen Henk Meijer. Hij schilderde (miniatuur-)portretten, stillevens en bloemen. Hij was ook restaurateur van schilderijen.
Hij is - net als zijn vader - vooral bekend geworden als een van de makers van de plaatjes voor de Verkade-albums, waaronder een aantal met tekst van Jac. P. Thijsse. Hij tekende met pen en aquarelleerde afbeeldingen voor De Bloemen en haar Vrienden (1934), Omgang met planten en Eik en beuk (1995). Ook schilderde hij voor de albums Dierenleven in Artis (1939), Apen en hoefdieren in Artis (1940) en Vogels in Artis (1988), en voor het album Hans de Torenkraai (1935). Aan de albums Hans de Torenkraai en Vogels in Artis werkte hij samen met zijn vader. Rol schilderde ook een staatsieportret van Juliana, dat in de Nederlandse ambassade in Jakarta hing. Het schilderij werd tijdens de rellen in 1960 in Jakarta zwaar beschadigd. Het schilderij bevindt zich in de collectie van het Rijksmuseum Amsterdam.
Rol was een groot verhalenverteller en woonde en werkte in Amsterdam, Den Haag en Voorburg en woonde lange tijd in Noorden bij Nieuwkoop, waar hij op hoge leeftijd overleed.
- Biografisch Portaal: 42414552
- Digitale Bibliotheek voor de Nederlandse Letteren: rol_005
- Gemeinsame Normdatei: 1193523370
- International Standard Name Identifier: 0000 0001 2335 9524
- Nederlandse Thesaurus van Auteursnamen: 067728561
- RKD-Nederlands Instituut voor Kunstgeschiedenis: 67773
- Union List of Artist Names: 500190016
- Virtual International Authority File: 173125314